# Ԕ
Ԕ, ԕ е буква от кирилицата. Обозначава беззвучна заднонебна странична проходна съгласна /ʟ̝̊/. В миналото се е използвала в мокшанския език.. В употреба е до 1927 година. Буквата представлява лигатура между кирилските Л и Х. В съвременната мокшанска азбука е заменена от диграфа Лх.